# 미국 남서부

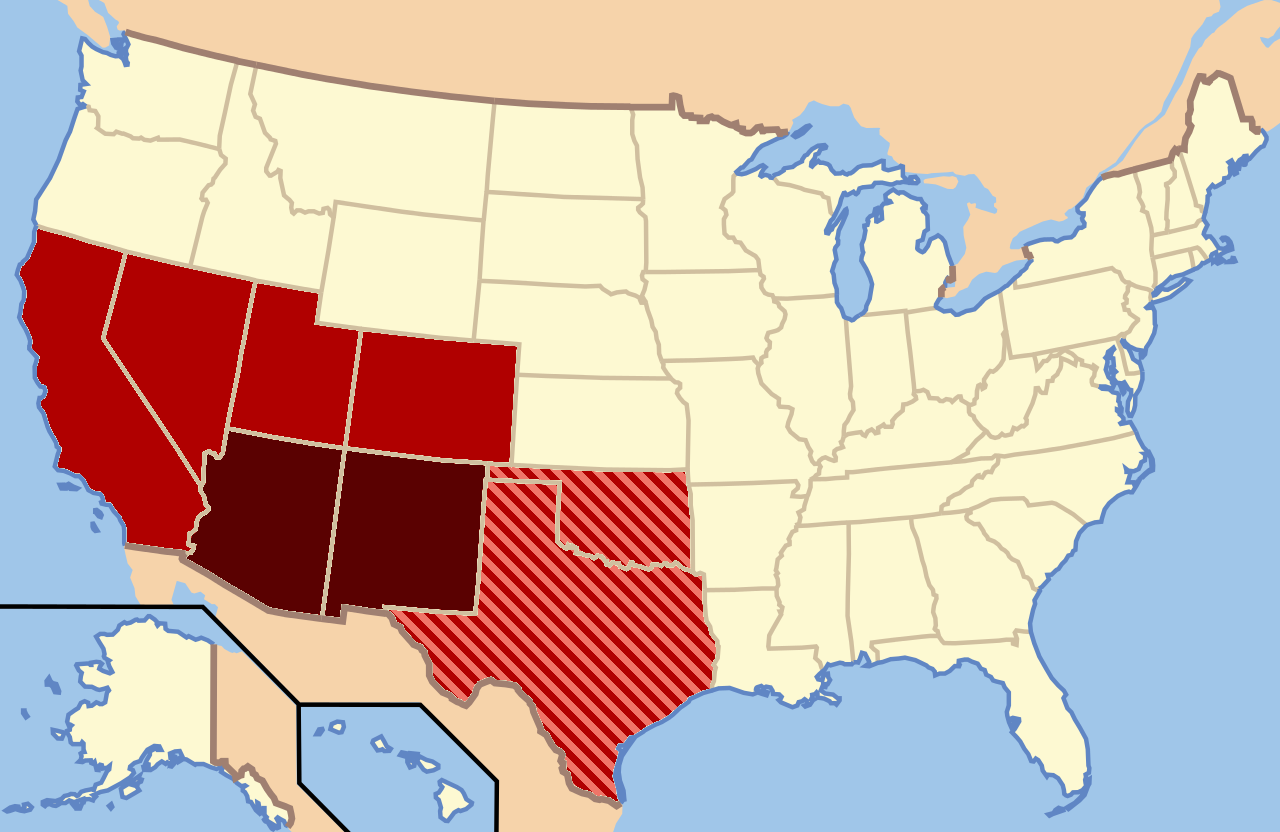
미국 남서부

미국 남서부(Southwestern United States)는 미국 남서쪽에 있는 여러 주를 가리키는 말로, 보통 아메리칸 사우스웨스트(American Southwest)라고도 부르며, 미국 내에서는 더 사우스웨스트(the Southwest)라고 부르기도 한다. 정확한 분류는 정의된 것이 없어서 모호한점도 있으나 일반적으로 남서부(사우스웨스트)라고 할때에는 네바다, 유타, 애리조나, 뉴멕시코 4개의 주가 있는 지역을 말한다. 보다 넓은 의미로 캘리포니아, 콜로라도를 포함시키기도 한다. 남서부 지역은 역사적으로 스페인과 멕시코 문화에 영향을 많이 받은 지역으로 미국에서 빼어난 자연 경관을 볼 수 있는 관광지로 이름난 곳이 많은 지역이다. 그랜드캐니언 국립공원, 자이언캐니언 국립공원, 캐니언 랜드 국립공원, 아치스 국립공원, 칼즈배드 동굴 국립공원, 메사버드국립공원, 차코 문화 국립역사공원등 많은 국립 공원이 산재해 있다. 푸에블로 인디언, 나바호 인디언 등의 아메리카 원주민의 보호 지역이 여러곳에 있으며 원주민 문화도 이 곳 남서부 지역에 많은 영향을 준 것으로 볼 수 있다.

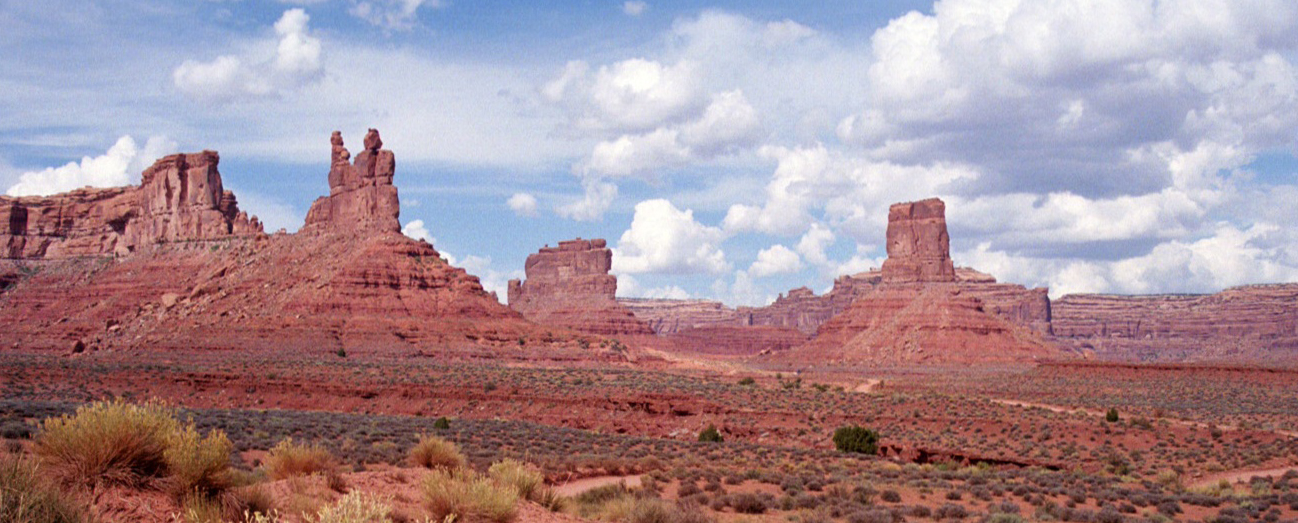
유타주의 모뉴먼트밸리

## 같이 보기
- 미국 서부
- 인디언